# Tratamiento del cáncer de pulmón
Las opciones de tratamiento para el cáncer de pulmón son cirugía, radioterapia y quimioterapia, solas o combinadas, dependiendo según el estado del cáncer, el tipo celular del cáncer y que tanto se ha diseminado, así como el estado de salud del paciente. Por esta razón es muy importante que se realicen todas las pruebas diagnósticas necesarias para determinar el estado del cáncer.
Es importante que el paciente dedique tiempo para pensar sobre todas las opciones posibles. Otros factores que hay que considerar incluyen los posibles efectos secundarios del tratamiento; y las probabilidades de curación de la enfermedad, de prolongación de la vida o de alivio de los síntomas.

## Cirugía
Si las investigaciones diagnósticas confirman la presencia de cáncer de pulmón, una tomografía puede determinar si la enfermedad está localizada y si es posible el abordaje quirúrgico o si la diseminación es tal que no puede ser curada con cirugía. También se espera que se hagan exámenes de sangre y de función pulmonar para determinar si el paciente está en condiciones de ser operado y si le quedará suficiente tejido pulmonar sano después de la cirugía. Si se descubre una reserva respiratoria deficiente, como en el caso de fumadores con enfermedad pulmonar obstructiva crónica, puede que la cirugía esté contraindicada.
Algunos procedimientos quirúrgicos incluyen:
- Si se extirpa un lóbulo del pulmón, el procedimiento se llama lobectomía.[1]
- Si se extirpa todo el pulmón, la cirugía se denomina neumonectomía.[1]
- La extirpación de parte de un lóbulo se conoce como segmentectomía o resección en cuña.[1]

Estas operaciones requieren la administración de anestesia general y una incisión en el tórax, llamada toracotomía. En aquellos pacientes con una reserva respiratoria adecuada, la lobectomía es el abordaje preferido por razón de que minimiza la probabilidad de una recurrencia localizada. Si las funciones pulmonares del paciente son bajas, se aconseja una resección en cuña.
Generalmente la estancia hospitalaria es de una a dos semanas. Las posibles complicaciones incluyen hemorragia importante, infección de las heridas y neumonía. Debido a que el cirujano debe realizar el corte a través de las costillas para llegar al pulmón, las costillas dolerán por un tiempo después de la cirugía. Las actividades se limitan durante al menos uno o dos meses.
Si los pulmones están en buenas condiciones (además de la presencia del cáncer), usualmente se pueden reanudar las actividades normales después de la extirpación de un lóbulo o hasta después de la extirpación de todo el pulmón. Sin embargo, si los pulmones están dañados y el paciente tiene enfermedades no cancerosas tales como enfisema o bronquitis crónica (que son enfermedades comunes entre los grandes fumadores), es posible que se experimente dificultad para respirar después de la cirugía.
Si no se puede someter a una toracotomía debido a una enfermedad pulmonar u otros problemas médicos graves, o si el cáncer se ha extendido, se pueden utilizar otros tipos de cirugía para aliviar algunos síntomas. Por ejemplo, se puede utilizar cirugía con láser para aliviar una obstrucción de las vías aéreas que pueda estar causando neumonía o dificultad para respirar.
Si el cáncer del pulmón se ha propagado al cerebro, es posible que la extirpación de la metástasis cerebral (metastasectomía) sea beneficiosa. Es necesario realizar una craneotomía (cirugía a través de un orificio en el cráneo). Este tipo de cirugía solo se debe realizar si el tumor se puede extirpar sin causar daños al cerebro.
Recientemente, se ha estado desarrollando un procedimiento menos invasivo para tratar el cáncer del pulmón en etapa temprana. Una cámara diminuta se coloca dentro de la cavidad del tórax para permitir que el cirujano vea el tumor (toracoscopia). Solo se necesitan pequeñas incisiones, por lo que el paciente siente menos dolor después de la cirugía. La mayoría de los expertos recomiendan que este procedimiento se utilice únicamente en pacientes cuyos tumores miden menos de cuatro a cinco centímetros. La tasa de curación después de la cirugía parece ser la misma en comparación con otras técnicas. Sin embargo, es importante que el cirujano tenga experiencia llevando a cabo este procedimiento ya que el mismo requiere más destrezas técnicas que la cirugía estándar. 
La cirugía de pulmón tiene una tasa de muerte post-operatoria cercana de 4,4 %, dependiendo de la función pulmonar y otros factores de riesgos.

### Criterios de irresecabilidad
Se entiende por resecabilidad la posibilidad de extirpación quirúrgica de todo el tejido tumoral. La presentación de tumores intratorácicos extrapulmonares son contraindicación quirúrgica absoluta porque son irresecables. La función de los criterios de irresecabilidad es precisar las contraindicaciones quirúrgicas, operando tan solo a los pacientes a los que se les puede resecar completamente el tumor evitando las toracotomías inútiles. Un cáncer de pulmón es irresecable cuando presenta:
1. Metástasis a distancia: se incluye en este concepto, además de la afectación de diferentes órganos y estructuras , bien sea más de uno a la vez o un solo órgano con extensión tumoral difusa[4] (hígado, hueso, cerebro, suprarrenales, piel, etc.), la infiltración de la grasa pre-escalénica supraclavicular (el tejido adiposo ubicado en la profundidad de la región supraclavicular, delante de los músculos escalenos), la afectación de adenopatías cervicales o de otro territorio ganglionar fuera del mediastino (supraclaviculares) o el Síndrome de Horner.[5]
2. Afectación ganglionar mediastínica contralateral hiliares contralaterales y ganglios subcarinales o intertraqueobronquiales, paratraqueales altas o prevasculares.
3. Afectación ganglionar mediastínica homolateral si se demuestra infiltración periganglionar. Las adenopatías hiliares del mismo lado del tumor, si es un tumor muy diferenciado no es contraindicación quirúrgica, pero esto está en función de la agresividad del equipo quirúrgico.
4. Invasión del nervio frénico: para algunos cirujanos es contraindicación relativa.
5. Invasión del pericardio: para algunos cirujanos es contraindicación relativa en el caso del cáncer epidermoide.
6. Invasión del nervio laríngeo recurrente.
7. Síndrome de la vena cava superior o de la inferior,[5] ya sea por infiltración o compresión o las dos a la vez. Aquí la radioterapia tiene indicación urgente.
8. Invasión del esófago.
9. Compromiso de ambos lóbulos hepáticos.[6]
10. Invasión del conducto torácico.
11. Afectación del bronquio principal a menos de 2 cm de la carina o bifurcación traqueal o afectación de la tráquea o carina.
12. Afectación extensa de la pared torácica o derrame pleural[7] conteniendo células neoplásicas (descubiertas por citología o biopsia positiva), metastásico o hemorrágico.
13. La variedad histológica oat-cell. Últimamente este criterio se está reconsiderando en caso de tumor pequeño periférico, combinando la resección con quimioterapia y radioterapia. El oat cell carcinoma es inoperable. Los resultados del tratamiento quirúrgico demuestran que la supervivencia a los 5 años es similar con radioterapia. La tendencia actual es a no operar y realizar tratamiento con radioterapia cuando nos encontramos con este tipo anatomopatológico. Algunas escuelas someten a cirugía el tumor microcítico en estadio T1N0M0 pero es raro encontrarlo en este estadio. El que esté contraindicado el tratamiento quirúrgico en el carcinoma de células pequeñas no quiere decir que no se pueda hacer cirugía paliativa.
14. Cualquier estadio T4. Suelen tener una escala de rendimiento de Karnofsky menor del 50 %,[5] indicando que su capacidad de realizar tareas reducidas está reducida a un 50 %.

### Criterios de inoperabilidad
Se establecen en función de la situación clínico-funcional del enfermo: situación en que se encuentra antes de la intervención, y posibilidad de soportar funcionalmente el grado de resección pulmonar que en cada caso se precise.
1. Según las características generales del sujeto:
  1. Edad cronológica avanzada. Se establece normalmente en personas mayores de 75-80 años.
  2. Enfermedad cardiovascular importante: infarto agudo de miocardio reciente (de menos de 3-6 meses de evolución), arritmias, hipertensión maligna, insuficiencia cardiaca refractaria, accidente cerebrovascular agudo.
  3. Enfermedad grave asociada no controlable: coagulopatías, insuficiencia renal en hemodiálisis, cirrosis, diabetes evolucionada.
  4. Malnutrición.
2. Según la función respiratoria:
  1. VEMS preoperatorio inferior a 1 L, o inferior al 50% del teórico. Con VEMS entre 1 y 2 litros mejorará con broncodilatadores y dejar de fumar. Con FEV1 o VEMS>2 L no hay problema.
  2. VEMS postoperatorio calculado inferior a 8 dL;  La resección impediría al paciente llevar una actividad física normal, porque tendría disnea de reposo.
  3. Capacidad vital inferior al 45-50 %.
  4. Difusión inferior al 50 %.
  5. Paciente con enfisema, bronquitis crónica, con patrón radiológico obstructivo, restrictivo o mixto y capacidad funcional disminuida.
  6. Insuficiencia respiratoria: pO2<60 mmHg y pCO2> 45 mmHg.

En situaciones límite deberá realizarse, por un lado, estudio funcional con xenón midiendo porcentajes de ventilación y perfusión en cada pulmón por separado e incluso cateterismo derecho. Por otro, valoración de la posibilidad de intervención en función de estos datos y de la resección que deba realizarse para extirpar la tumoración.

## Radioterapia
La radioterapia utiliza rayos X  de alta energía para destruir las células cancerosas. 
En la radioterapia externa se utiliza radioterapia generada en el exterior del cuerpo por medio de un acelerador lineal y que se concentra en el cáncer. Este tipo de radioterapia es el que se usa con más frecuencia para tratar un cáncer primario del pulmón o sus metástasis en otros órganos.
En la radioterapia interna o braquiterapia se utilizan pequeñas pastillas de material o isótopo radiactivo que se colocan directamente en el área cancerosa o en la vía aérea próxima al área cancerosa.  Este tipo de braquiterapia generalmente es de tipo paliativo y su principal indicación es una atelectasia obstructiva por el cáncer. La braquiterapia en los márgenes de la resección puede reducir la recurrencia.
Algunas veces se usa la radioterapia como el tratamiento principal (primario) del cáncer del pulmón, especialmente cuando la salud general del paciente es demasiado pobre como para someterse a una cirugía. También se puede usar la braquiterapia para ayudar a aliviar el bloqueo de las grandes vías aéreas causado por el cáncer.
Se puede usar la radioterapia después de la cirugía para destruir restos muy pequeños de cáncer que no se pueden ver ni extirpar durante la cirugía (enfermedad microscópica residual). Además, la radioterapia se puede usar para aliviar algunos síntomas de cáncer del pulmón como dolor, hemorragia, dificultad para tragar (disfagia), y problemas causados por las metástasis cerebrales.
Los efectos secundarios de la radioterapia pueden incluir problemas leves en la piel, náuseas, vómitos y cansancio. Frecuentemente estos efectos secundarios duran un corto espacio de tiempo. La radioterapia también puede empeorar los efectos de la quimioterapia. La radioterapia en el tórax puede dañar los pulmones y causar dificultad para respirar. El esófago se encuentra en el centro del tórax y estará expuesto a la radioterapia. Por esta razón, es posible que se experimente dificultad para tragar durante el tratamiento (esofagitis). Estos efectos mejorarán después de finalizar el tratamiento.
La radioterapia en grandes áreas del cerebro (radioterapia holocraneal) algunas veces puede alterar la función cerebral. Es posible que se experimente pérdida de la memoria, dolor de cabeza, dificultad para pensar o disminución del deseo sexual. Normalmente estos síntomas son menores si se comparan con aquellos causados por un tumor cerebral; sin embargo, pueden reducir la calidad de la vida. Los efectos secundarios de la radioterapia en el cerebro generalmente se vuelven más graves uno o dos años después del tratamiento. Cuando existe menos de tres metástasis cerebrales se puede intentar una técnica radioterápica llamada radiocirugía, en la que se administra alta dosis de radioterapia sobre la lesión metastásica en una sola sesión.

## Quimioterapia
La quimioterapia consiste en la administración de medicamentos antineoplásicos o citostáticos por vía intravenosa u oral para impedir la multiplicación de las células cancerosas. Estos medicamentos entran en el torrente sanguíneo y llegan a todas las áreas del cuerpo, lo cual permite que este tratamiento sea útil incluso para aquellos cánceres que se han propagado o metastatizado en órganos distantes del pulmón. Dependiendo del tipo y del estadio del cáncer del pulmón, la quimioterapia se puede administrar como tratamiento principal (primario) o como tratamiento auxiliar (adyuvante) a la cirugía o la radioterapia. Generalmente en la quimioterapia para el cáncer del pulmón se utiliza una combinación de medicamentos contra el cáncer (poliquimioterapia).
El cisplatino (CDDP), o su similar, el carboplatino, son los agentes quimioterápicos que se usan con más frecuencia para tratar el cáncer del pulmón de células no pequeñas (NSCLC). Estudios recientes han encontrado que la combinación de cualquiera de estos con medicamentos como gemcitabina, paclitaxel, docetaxel, etopósido (VP-16), o vinorelbina parece mejorar la eficacia en el tratamiento del NSCLC. La gemcitabina se aprobó inicialmente para el tratamiento del cáncer de páncreas y es ahora ampliamente usado en el tratamiento del NSCLC. La vinorelbina es un alcaloide que inhibe la mitosis en células en la fase M del ciclo celular al inhibir la polimerización de la tubulina. La mielosupresión, es decir, una reducción en la producción de la línea granulocítica de los glóbulos blancos es el único efecto adverso que limita la dosificación de estos medicamentos. Se continúa investigando en estudios clínicos la mejor manera de utilizar esta combinación de medicamentos.
Algunas de las combinaciones usuales de medicamentos en la quimioterapia utilizada para pacientes con cáncer del pulmón de células pequeñas (SCLC) incluyen: 
- EP (etopósido y cisplatino)
- ET (etopósido y carboplatino)
- ICE (ifosfamida, carboplatino y etopósido)
- CAV (ciclofosfamida, doxorrubicina o adriamicina y vincristina).

Los nuevos medicamentos como gemcitabina, paclitaxel, vinorelbina, topotecán y tenipósido han mostrado resultados prometedores en algunos estudios de SCLC. Si la salud del paciente es relativamente buena, es posible que se administren dosis más altas de quimioterapia junto con medicamentos denominados factores de crecimiento (factor estimulante de colonias de neutrófilos o macrófagos y eritropoyetina). Estos ayudan a prevenir los efectos secundarios de la quimioterapia en la médula ósea.
Los medicamentos de la quimioterapia destruyen las células cancerosas pero también dañan algunas células normales. Los efectos secundarios de la quimioterapia dependen del tipo de medicamentos que se usen, la cantidad que se administre y la duración del tratamiento. Los efectos secundarios temporales pueden incluir náuseas y vómitos, pérdida del apetito (anorexia), pérdida del cabello (alopecia) y aparición de llagas en la boca (mucositis).
Debido a que la quimioterapia puede dañar las células hematopoyéticas de la médula ósea, es posible que presenten recuentos bajos de células sanguíneas (citopenias). Esto puede aumentar el riesgo de sufrir infecciones (debido a una escasez de glóbulos blancos: leucopenia y neutropenia), sangrado o aparición de hematomas después de heridas o lesiones menores (debido a una escasez de plaquetas en la sangre: trombocitopenia), y cansancio o falta de respiración debido a anemia. Ya que el cisplatino, vinorelbina, docetaxel o paclitaxel pueden dañar los nervios, es posible que se experimente adormecimiento, particularmente en los dedos de las manos y los pies, y algunas veces debilidad en los brazos y piernas (neuropatía).
Algunos de los efectos secundarios desaparecen unos días después del tratamiento. Existen varios remedios para muchos de estos efectos secundarios temporales de la quimioterapia. Por ejemplo, el médico puede recetar medicamentos antieméticos para prevenir o reducir las náuseas y los vómitos. Algunos estudios han sugerido que los cannabinoides derivados de la marihuana usados durante la quimioterapia ha reducido la náusea y vómitos asociados al tratamiento permitiendo al paciente comer.

## Opciones de tratamiento por estadio y tipo de cáncer de pulmón

### Cáncer del pulmón de células no pequeñas (NSCLC)
- Etapa 0: debido a que el cáncer de pulmón en etapa 0 están limitados al epitelio que recubre las vías aéreas y no han invadido el tejido pulmonar adyacente, se pueden curar solo con cirugía, en un procedimiento llamado resección en cuña (extirpación quirúrgica de segmentos definidos o cuñas pequeñas).[18] Algunas veces es necesario extirpar el pulmón completo del lado afectado. Por lo general, no se necesita administrar quimioterapia ni radiación.

La terapia endoscópica fotodinámica puede representar una alternativa para la etapa 0 del cáncer de pulmón. La destrucción de las células cancerosas ocurre al sensibilizarlas con un medicamento inyectado, y activando esta substancia al dirigir un rayo láser directamente en el área cancerosa. Si la etapa del cáncer es realmente la etapa 0, el tratamiento probablemente será curativo.
Etapa I: si el NSCLC está en etapa I y el tumor es pequeño, probablemente el tratamiento será solo la extirpación quirúrgica del tumor mediante una lobectomía (extirpación de un lóbulo), o una cirugía menos extensa como por ejemplo segmentectomía o resección en cuña. Se ha reportado que la quimioterapia adicional (adyuvante) después de la cirugía para el NSCLC puede prevenir el regreso del cáncer de pulmón extirpado. La tasa de supervivencia de 5 años esperada será de aproximadamente un 60 a un 80%. Si el paciente tiene problemas médicos graves, es posible que reciba solo radioterapia como tratamiento principal.
Etapa II: si el NSCLC está en etapa II, el cáncer se extirpará quirúrgicamente mediante una lobectomía o mediante una cirugía menos extensa, como por ejemplo una segmentectomía. Si el paciente no puede tolerar una lobectomía, se puede realizar una resección en cuña. Después de la cirugía por lo general se utiliza la radioterapia para destruir las células cancerosas remanentes después de la cirugía, especialmente si estas células están presentes en el borde del tejido extirpado. Aunque los bordes de la muestra no presenten células cancerosas detectables, algunos médicos pueden recomendar radioterapia o quimioterapia adyuvante. La tasa de supervivencia de 5 años esperada es de aproximadamente un 35% si se somete a una cirugía.
Etapa IIIA: si el NSCLC está en etapa IIIA, el tratamiento dependerá de la ubicación del cáncer en el pulmón y de los ganglios linfáticos a los cuales se haya propagado.
Se puede usar solo cirugía, si el cirujano piensa que todo el cáncer se puede extirpar satisfactoriamente. Frecuentemente después de la cirugía se administra radioterapia, algunas veces junto con quimioterapia. Algunos estudios recomiendan que antes de la cirugía se administre quimioterapia o radioterapia, o ambos tratamientos, con el objetivo de disminuir el tamaño tumoral lo suficientemente como para que se pueda extirpar completamente durante la cirugía. Algunas veces se usa la braquiterapia, en la que se pasa un rayo láser a través de un broncoscopio para destruir parte del cáncer dentro de la vía aérea.
Si no se somete a una cirugía debido a que el paciente padece otras enfermedades médicas graves que se lo impidan, se tratará el cáncer con radioterapia sola o combinada con quimioterapia adicional. Se están realizando varios estudios cuyo objetivo es determinar el mejor tratamiento para las personas con cáncer del pulmón en esta etapa. 
Las tasas medias de supervivencia de cinco años varían entre un 10 a un 20%, pero algunos pacientes con cáncer en etapa IIIA pueden tener un mejor pronóstico.
Etapa IIIB: el NSCLC en etapa IIIB se ha propagado muy extensamente para poderse extirpar mediante cirugía. La tasa global de supervivencia de cinco años es aproximadamente de un 5%, pero si la salud del paciente es relativamente buena es posible que reciba beneficios de una combinación de quimio y radioterapia. En algunos casos, es posible realizar una cirugía después del tratamiento con quimioterapia o radioterapia. Se están realizando varios estudios cuyo objetivo es determinar el mejor tratamiento para las personas con cáncer del pulmón en esta etapa.
Etapa IV: debido a que el NSCLC se ha propagado a órganos distantes, la curación no es posible. Si se utiliza alguna terapia agresiva, el objetivo del tratamiento debe ser clara para el paciente y su familia. Si de otra manera la salud del paciente es buena, la quimioterapia puede ayudar a prolongarle la vida, aunque no ofrezca curación. Si el cáncer bloquea una vía aérea, se puede dar tratamiento con braquiterapia o con rayo láser a través de un broncoscopio para destruir parte del cáncer presente en la vía aérea. La radioerapia externa también puede usarse para tratar las complicaciones del cáncer en los pulmones, así como problemas derivados del crecimiento metastático como por ejemplo dolor de huesos y síntomas del sistema nervioso.
Varios estudios han mostrado que la quimioterapia puede prolongar la vida en casos de cáncer del pulmón en etapa IV. También puede aumentar la calidad de vida, aunque produzca efectos secundarios. Solo de un 20% a un 25% de las personas que padecen cáncer del pulmón en etapa IV sobreviven 1 año, y cerca del 1% sobrevive 5 años, aunque cabe destacar que con un tratamiento adecuado se podrían llegar a reducir los tumores y podría llegarse a ser resecables, un % de pacientes inicialmente irresecables lo fueron después de tratamiento.
Si el paciente padece cáncer extenso o su salud es mala, es posible que desee considerar un tratamiento paliativo, quizá en el contexto de un buen programa hospitalario y de atención primaria. A muchos pacientes que padecen cáncer del pulmón les preocupa el dolor. Conforme el cáncer crece alrededor de ciertos nervios puede causar un dolor intenso. Sin embargo, es posible aliviar eficazmente el dolor con medicamentos, incluyendo la radioterapia.
Si el paciente ha sido tratatado con quimioterapia y no le está surtiendo efecto, tal vez también desee considerar atención paliativa. Una segunda clase de quimioterapia (segunda línea) puede proporcionar beneficios a los pacientes con cáncer del pulmón. Sin embargo, frecuentemente estos beneficios son muy breves y los efectos secundarios asociados son importantes. Si el paciente padece un cáncer incurable de pulmón debe tratar de aprovechar al máximo su vida y disfrutar cada día que pasa. Esto significa estar tan libre de síntomas como sea posible. Si el paciente desea continuar el tratamiento contra el cáncer, tal vez desee considerar participar en un ensayo clínico de medicamentos nuevos para quimioterapia u otros tratamientos nuevos como inhibidores de la angiogénesis (formación de nuevos vasos sanguíneos), o inhibidores de la transducción de señales (sustancias que interfieren con la acción de los factores de crecimiento), inmunoterapia o terapia genética.

### Cáncer del pulmón de células pequeñas (SCLC)
El cáncer del pulmón de células pequeñas normalmente se clasifica como limitado o extendido. Por lo general, este tipo de cáncer de pulmón ya se ha propagado para el momento en que se diagnostica, aunque no sea evidente por radiografía, de manera que se espera que el SCLC no se pueda curar solo con cirugía.
Etapa limitada
El tratamiento más comúnmente usado para el SCLC de etapa limitada es una combinación de dos o más medicamentos de quimioterapia, habitualmente el cisplatino o carboplatino combinado con etopósido, normalmente administrados durante aproximadamente seis meses. Es posible que la adición de topotecan o paclitaxel mejore la supervivencia. Para el cáncer de células pequeñas con probabilidad de cura, a menudo se recomienda la radioterapia de tórax adicional a la quimioterapia, en especial porque el SCLC tiende a ser hiliar, es decir, a no ser periférica, concentrándose en el centro del tórax. Es de esperar que se presenten más efectos secundarios con una terapia combinada, tales como dificultad para respirar y para tragar.
La radioterapia torácica no se realiza en aquellos pacientes que padecen una enfermedad pulmonar grave y otros trastornos severos adicionales al cáncer de pulmón. Algunas veces, si el SCLC está muy localizado, el cáncer se extirpa mediante cirugía y posteriormente se administra una quimioterapia adyuvante de combinación (poliquimioterpia). Si se le trata con quimioterapia, con o sin radioterapia, es posible que el tumor disminuya de tamaño y que comience una remisión. Sin embargo, tarde o temprano el cáncer volverá a crecer otra vez.
El SCLC comúnmente se propaga al cerebro incluyendo en pacientes que han recibido radioterapia torácica. Por esta razón, si hay una buena respuesta al tratamiento inicial, es posible que se administre irradiación craneal profiláctica para reducir el riesgo de una metástasis cerebral, aumentando también la probabilidad de una mayor supervivencia. La administración de radiación preventiva del cerebro ha dado como resultado ventajas en la supervivencia en general, de acuerdo con una reciente revisión de varios estudios recopilados. Se esperan efectos secundarios como pérdida de memoria y torpeza, con la radiación craneal como resultado directo de la radiación. 
La tasa de supervivencia del primer año para las personas con SCLC en etapa limitada que reciben tratamiento con quimioterapia y radioterapia (éste es el grupo más favorable) es de un 60%. A los dos años la tasa disminuye a un 30%, y a los 5 años disminuye de un 10 a un 15%. Debido a la carencia de resultados satisfactorios, los médicos están estudiando otros métodos para tratar estos cánceres. Los estudios clínicos de nuevos medicamentos de quimioterapia o de otros tratamientos nuevos tales como inmunoterapia o terapia genética, son una opción que vale la pena y que puede beneficiar tanto al paciente individual como a futuros pacientes.
Etapa avanzada o diseminada
El SCLC en etapa avanzada puede ser manejada con quimioterapia—normalmente carboplatino o cisplatino junto con etopósido—permitiendo extender la esperanza de vida del paciente en un 70 a un 80%. Eventualmente el cáncer se vuelve resistente al tratamiento, obligando al uso de otros medicamentos. La radioterapia puede controlar los síntomas del crecimiento dentro del pulmón o de la propagación a los huesos y al cerebro. Algunas veces se tratan con radioterapia preventiva en el cerebro.
Aproximadamente un 20 a un 30% de las personas que padecen SCLC en etapa avanzada viven 1 año. A los dos años, solo un 5% permanecen vivos. Y solo de 1 a 2 % de las personas con SCLC en etapa avanzada sobreviven cinco años después de la detección del cáncer. Si el paciente está demasiado enfermo para tolerar la quimioterapia, el mejor plan es proporcionar cuidados paliativos: alivio del dolor, de problemas respiratorios y otros síntomas. Aunque padezca un cáncer incurable de pulmón el paciente debe tratar de aprovechar al máximo su vida, debe disfrutar cada día. Esto significa que debe estar tan libre de síntomas como sea posible. En los casos de cáncer del pulmón en etapa avanzada el principal problema puede ser el dolor. El crecimiento del cáncer alrededor de ciertos nervios puede causar un intenso dolor. Sin embargo, este dolor puede aliviarse con medicamentos. La radioterapia también puede ser de utilidad. Tal vez desee participar en un ensayo clínico de nuevos medicamentos de quimioterapia u otros tratamientos nuevos como terapia antiangiogénica, inmunoterapia o terapia genética.